# Palazzo del Mediterraneo
Il Palazzo del Mediterraneo è un palazzo moderno di Napoli, sito al civico 59 di via nuova Marina, sede dell'Università degli Studi di Napoli "L'Orientale".
L'edificio originario era un rustico di proprietà della società edile Fimoper, con la quale l'Orientale stipulò nel 1998 un preliminare di acquisto sulla base di un progetto di costruzione che prevedeva 10 piani sopra il livello stradale e due piani interrati come garage. Un contenzioso successivo bloccò i progetti, e il palazzo venne destinato a uso uffici dopo essere stato completato dal Consorzio Napoli Marittima.
Fu deciso così di stipulare nel 2003 un contratto di locazione per i primi cinque piani del fabbricato, e i due piani sotterranei. Nel 2005 l'Orientale esercitò il suo diritto di prelazione sui restanti piani dell'edificio, acquistandolo per una cifra di circa 20 milioni di euro. Parte del valore richiesto fu ottenuto cedendo alla società Fimoper, dopo lunghi contenziosi dovuti a presunti vincoli ambientali, il fondo posseduto dall'Orientale ad Agnano fin dagli anni settanta, sul quale secondo i primi progetti poi scartati sarebbe stato edificato il campus universitario. La restante parte della somma venne concessa in prestito dal Banco di Napoli tramite accensione di un mutuo trentennale.
Il Palazzo del Mediterraneo, così ridenominato da una decisione del Senato Accademico che lo apriva al pubblico nel 2005, è stato progettato da Massimo Pica Ciamarra, ospita oggi ai primi tre piani aule didattiche, al quarto e quinto piano i laboratori linguistici del CILA (oggi CLAOR), e dal sesto al decimo piano gli uffici amministrativi e dirigenziali, incluse le segreterie e le presidenze di facoltà. Al piano terra, con accesso dal fronte strada, è situata la segreteria studenti precedentemente ubicata in via Melisurgo.